# Walter Baach
Walter Baach (* 30. September 1908 in Reichenberg; † unbekannt) war ein Gestapo-Offizier im Rang eines Kriminalrates, Mitglied der SS und Mitarbeiter des Sicherheitsdienstes der NSDAP hier im Rang eines SS-Hauptsturmführers, war im besetzten Teil von Griechenland eingesetzt als Polizeiattaché.

## Leben
Im Grenzraum zwischen Deutschland, Polen und der Tschechoslowakei geboren, aufgewachsen und zur Schule gegangen, wurde Walter Baach bereits 1931 Mitglied der NSDAP mit der Nr. 467.606. Hier in diesem Raum auch tätig als Verwaltungsbeamter, wechselte er wenige Monate nach der Machtergreifung des Nationalsozialismus im Sommer 1933 zur Politischen Polizei. Beim Staatspolizeiamt Stuttgart wurde er in der Abteilung III C, „Weltanschauliche Gegner“ eingesetzt. Seinen Wohnsitz hatte er zu dieser Zeit in Stuttgart, St. Gneisenaustraße 59. Nach dem deutschen Überfall auf Polen erhielt er im Dezember 1939 eine Versetzung nach Krakau zum dortigen Kommandeur der Sicherheitspolizei und des Sicherheitsdienstes (KdS) Walter Huppenkothen. Nach kurzer Einarbeitung übernahm er dort die neu eingerichtete Außenstelle der Staatspolizei für Rzeszów (Reichshof). Bereits im Mai 1940 übergab er die Leitung an Hans Mack und wechselte mit gleichen Aufgaben im Juni nach Tarnów (Tarnow). Noch in diesem Monat ging der erste Transport polnischer Staatsbürger in das kurzfristig errichtete KZ Auschwitz ab. Kurz darauf wurde er zum SS-Obersturmführer befördert und erhielt in Wertschätzung seiner Leistungen eine Anerkennung des Reichsführers der SS, von Heinrich Himmler persönlich unterzeichnet. Diese Dienststelle leitete Baach bis zum Frühjahr 1942. Nach wie vor war seine Heimatdienststelle das Staatspolizeiamt Stuttgart, über das seine Bezahlung und die dienstliche Kommunikation erfolgte.

### Einsatz in Griechenland
Die Dienststelle in Stuttgart veranlasste Anfang 1942 auch, dass Walter Baach in den von Deutschland zum damaligen Zeitpunkt besetzten Teil von Griechenland versetzt wurde. Mit dieser Kommandierung und der zeitweilig speziellen Zuständigkeit für den Raum um Thessaloniki, der sich von April 1941 an unter deutscher Besatzungsmacht befand, fungierte er in einer Doppelrolle. Zum einen gehörte er als Polizeiattaché der deutschen Botschaft in Athen an, wo sein Ansprechpartner und Vorgesetzter der deutsche Legationsrat Günther Altenburg (1894–1984) war, zum anderen erfolgte seine Eingliederung bei der Dienststelle des Kommandeurs der Sicherheitspolizei und des Sicherheitsdienstes (KdS) in Athen, SS-Hauptsturmführer Hans Dörhage (* 1906). Seinen Sitz hatte Baach in Griechenlands Hauptstadt, Merlinstraße 6. Als Marineattaché befand sich zusätzlich Korvettenkapitän Franz Maria Liedig (1900–1967) an der deutschen Gesandtschaft. Baachs Aufgaben bestanden in der Organisation der politisch-ideologisch gefärbten Polizeiarbeit und der damit verbundenen Durchsetzung staatspolitischer Interessen in dem von Deutschland besetzten Territorium. Das betraf „die Überwachung des Verhaltens aller in dem betreffenden Land lebenden vorbestraften und politisch verdächtigen und emigrierten Deutschen, die Anregung und Durchführung polizeilicher Maßnahmen gegen staatsfeindliche Personen“. Eingeschlossen war dabei zugleich die Verfolgung, Bekämpfung und Vernichtung der aus rassischen Gründen stigmatisierten Personenkreise wie Juden, Sintis und Romas. Zur Umsetzung dieser Aufgaben hatte er den engen dienstlichen Kontakt zu den bestehenden griechischen und noch im Gebiet befindlichen italienischen Polizeidienststellen zu halten.
In den ersten Monaten seines Einsatzes in Griechenland erfolgte zusätzlich eine Abstimmung und der Informationsaustausch von Baach mit dem inzwischen als „Bevollmächtiger des Reiches für Griechenland“ eingesetzten ehemaligen Gesandten Günther Altenburg der seinen Sitz in Athen beibehalten hatte. Für diesen hatte Baach polizeiliche Lageberichte zuzuarbeiten, die dann über das Auswärtige Amt auch an das Reichssicherheitshauptamt in Berlin, Amt VI D (besetzte Gebiete) gingen. Zusätzlich enge Koordination in dieser Sache erfolgte mit dem für Theressaloniki zuständigen Generalkonsul Fritz Schönberg (1878–1968). Hier war zur Unterstützung der Polizeiarbeit von Baach in diesem speziellen Territorium ab Juni 1942 noch SS-Hauptsturmführer Walter von Paschleben (1899–1977) hinzugezogen worden. In diesem Raum, so hatte die Bestandsaufnahme der Einwohnerüberprüfung ergeben, waren besonders hohe Zahlen von Personen mit jüdischer Abstammung zu verzeichnen. Gleichwertig daneben bestand Baachs Auftrag darin, die SD-Auslandsarbeit, die Spionage und geheimdienstliche Nachrichtensammlung in seinem Zuständigkeitsbereich auszubauen. Die Polizeiattachés, so hatte Heinrich Himmler 1942 festgelegt, sind der „offiziellen Vertreter in meiner Eigenschaft als Reichsführer-SS und Chef der Deutschen Polizei“. Verstärkung erhielt Baach im Februar 1943 durch SS-Untersturmführer Anton Burger (1911–1991) und Alfred Slawin (1913–1973). Bereits in der Region befand sich SS-Hauptsturmführer Dietrich Wisliceny (1911–1948), der auch dem Attachébüro als Gehilfe angegliedert wurde. Alle drei kamen vom Referat IV B 4 beim Reichssicherheitshauptamt Berlin. Zur Lösung der „Judenaufgabe“ waren sie bis August 1943 dem Attachébüro zugeteilt und trafen ihre Entscheidungen vor Ort in enger Abstimmung mit dem Referatsleiter in Berlin Adolf Eichmann (1906–1962) und in dessen Abwesenheit mit SS-Sturmbannführer Friedrich Boßhammer (1906–1972). Durch die beiden Gehilfen von Baach begannen ab März 1943 die Erfassung und Deportation der griechischen Juden. Die Listen für diese Sonderaktion waren durch den Arbeitsbereich von Baach erarbeitet, vervollständigt und auf ihre Aktualität überprüft worden. Dabei ging es vor allem um die Wohn- und Aufenthaltsorte jüdischer Einzelpersonen, ihrer Familien und Organisationen in Griechenland. Der Einsatz des „Sonderkommandos für Judenangelegenheiten“ wurde im August 1943 kurz unterbrochen und ab März 1944 durch Burger und Wisliceny weitergeführt.

### Beim HSSPF
Ab September 1943 wurde zusätzlich zur Koordinierung der Gesamtaufgaben der Sicherheitspolizei und des Sicherheitsdienstes in Griechenland SS-Brigadeführer Jürgen Stroop (1895–1952), als Höherer Führer der Sicherheitspolizei und des Sicherheitsdienstes (HSSPF) im dortigen Gebiet eingesetzt. Er legte die in seinem Zuständigkeitsbereich zu erfüllenden Aufgaben fest und war ab da zugleich Baachs Dienstvorgesetzter. Das von da an durch Baach besetzte Referat hatte die Bezeichnung IV P (Verkehr mit den ausländischen Polizeien) in Anlehnung an die im Reichssicherheitshauptamt gängige Systematisierung der Arbeitsbereiche. Neben dem obligatorischen Auftrag zur Aufspürung und Verfolgung der „Feinde“ des Deutschen Reiches, eingeschlossen Juden, Zigeuner und andere nichtdeutsche Minderheiten, war durch Stroop die Forderung gestellt worden, in kürzester Zeit einen Vollzug über die erfolgte Erfassung und den Beginn der Deportationen nach Berlin zu melden. Deshalb wurde ab 7. Oktober 1943 die Meldepflicht für alle griechischen Juden neu geregelt und auf diesem Weg, die bei den deutschen Polizeibehörden erfassten Personendaten aktualisiert. Im selben Jahr wechselte Baach, in Form einer administrativen Versetzung, ins Reichssicherheitshauptamt, obwohl sein Gehalt weiter durch die Staatspolizeileitstelle Stuttgart gezahlt wurde. Neben seiner Ernennung zum Kriminalrat erhielt er im November die Beförderung zum SS-Hauptsturmführer.
Im April 1944 übernahm Hans Dörhage beim Befehlshaber der Sicherheitspolizei und des Sicherheitsdienstes in Athen die Leitung der SS-Dienststelle und Baach rückte zum Leiter der Abteilung IV (Gestapo) auf. Die damit eingerichtete Leitungsstruktur entsprach ebenfalls der des Reichssicherheitshauptamtes in Berlin. Für die einzelnen Gebiete Griechenlands ergab sich jedoch die Besonderheit, wegen des mehrmaligen Wechsels zwischen Besatzerstatus und der Autonomie bestimmter Gebiete, dass in diesem zeitlichen Wechsel die Gesandtschaft in Athen immer wieder in Verantwortung blieb. Somit war dieser Aufgabenbereich beim Befehlshaber hier zugleich mit der ihm untergeordneten Funktion eines Polizeiattachés verbunden. Eine Notifizierung, wie sonst üblich, erfolgte bei ihm zu nicht, da es zu diesem Zeitpunkt nur kurzzeitig eine deutsche Botschaft in Athen und nur zeitweilig eine für das Gebiet zuständige griechische Regierung gab. Zum August 1944 wechselte die Führung beim HSSPF für Griechenland. Nachfolger von Jürgen Stroop wurde SS-Standartenführer Walter Blume (1906–1974) und damit neuer Vorgesetzter von Walter Baach. Bis zum Schluss ihrer Anwesenheit Ende 1944 verblieben beide in diesem Aufgabenbereich. Die Bilanz bis zur Beendigung von Baachs Einsatz war die erfolgte Deportation und anschließende Ermordung von 58.886 griechischen Juden in seinem Zuständigkeitsbereich als Polizeiattaché. Über das Büro des Attachés war letztendlich die gesamte Koordination des Abtransportes und der Begleitung der Züge bis in die Vernichtungslager organisiert.
Am 5. Dezember 1944 wurde Griechenland durch englische Truppen und mit eigenen Widerstandskräften befreit. Auf Grundlage des Abkommens von Varkazi vom 12. Februar 1945 gelang es, die noch im Land befindlichen Einheiten des deutschen Besatzungsregimes zu entwaffnen und zu demobilisieren. Walter Baach hatte sich jedoch rechtzeitig nach Wien abgesetzt und war dort für die Betreuung der ebenfalls dahin geflüchteten, ausgewählten Persönlichkeiten der früheren griechischen Regierung zuständig. Kurz vor der Einnahme Wiens durch die Rote Armee hatte es Baach geschafft, sich auch dort der Inhaftierung zu entziehen und war nach Deutschland zurückgekehrt.

### Zurück in Deutschland
Nach seinem Auffinden und der personellen Identifikation wurde Walter Baach durch die englische Besatzungsmacht an die Tschechoslowakei ausgeliefert und hier wegen der begangenen Verbrechen am 13. Dezember 1948 in Brünn zu einer Haftstrafe verurteilt. Nach nicht überprüfbaren Angaben soll er 1955 vorzeitig aus der Haft entlassen worden sein. Danach fand er in der Bundesrepublik Deutschland als Oberverwaltungsrat eine Beschäftigung bei der Württembergischen Prüfungsanstalt für Körperschaften. Im Sommer 1962 wurde Baach zu einer Vernehmung vorgeladen, bei der er im Beisein eines Rechtsanwaltes keinerlei Angaben zur vorgehaltenen Sache machte. Gegenstand dieser gerichtlichen Maßnahme war das Verfahren gegen Walter von Paschleben, seinen Helfer in Saloniki und andere. Ein Jahr später führte das Kammergericht Berlin erneut Vorermittlungen gegen ihn wegen des Verdachts des Mordes. Doch der Bremer Oberstaatsanwalt stellte 1964 dazu, ohne eine offizielle Begründung verlauten zu lassen, die Untersuchungen ein. Auch ein weiteres Verfahren vor dem Landgericht Bochum endete mit einem Freispruch für ihn. In einer späteren Zeugenvernehmung im September 1970 gab Baach unter Eid an, dass gegen ihn zurzeit noch ein Verfahren laufe, bei dem er sich bereits fünf Monate in Untersuchungshaft befunden habe und das mit einem Haftbefehl gegen ihn belegt sei, der aber derzeit nicht vollstreckt würde. Mit diesen Begründungen berief er sich auf sein Recht, jedwede Zeugenaussagen verweigern zu dürfen.
Mit diesen Aktivitäten verlieren sich die Spuren und es liegen keine Angaben zu Walter Baachs weiterem Verbleib, noch sein Todesdatum vor.